# 胡格

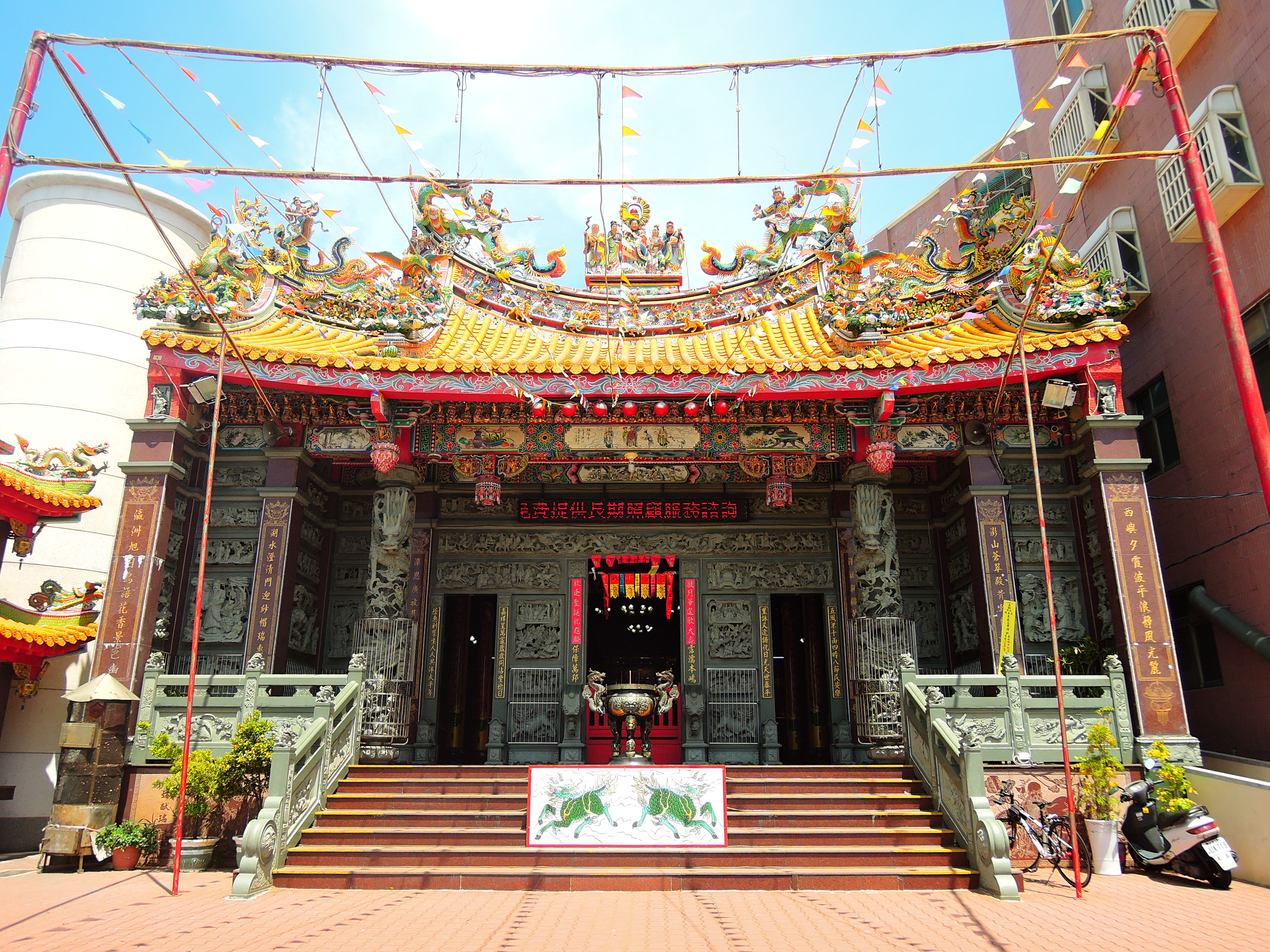
胡格開基的澎湖三官殿，舊稱五里亭。

胡格，字壽平，號勗夫，湖廣江夏人，清朝政治人物。

## 生平
举人出身，乾隆三年（1738年）赴澎擔任通判。曾于乾隆十三年（1748年）接替徐士俊任建宁府知府一职，乾隆十五年（1750年）由史曾期接任。

## 事蹟
- 乾隆三年（1738年）接續周于仁《澎湖志略》未完成的文稿，進行增補工程，在乾隆五年（1740年）完稿，乾隆八年（1743年）刊行。
- 乾隆四年（1739年）建澎湖三官殿。